# Arcanum : Engrenages et Sortilèges
Pour les articles homonymes, voir Arcanum.
Arcanum : Engrenages et Sortilèges (Arcanum: Of Steamworks and Magick Obscura en version originale) est un jeu vidéo de rôle développé par Troika Games et édité en août 2001 sur PC par Sierra Entertainment.
L’histoire du jeu se déroule sur le continent fictif d’Arcanum et est centrée sur un conflit opposant les peuples d’Arcanum à un magicien déchu, désireux de mettre fin à toute forme de vie présente sur le continent. Seul rescapé de l’attentat contre le Zéphyr, le joueur devra démêler les complots à son encontre et trouver les réponses aux intrigues qui tourmentent le monde d'Arcanum.
Une particularité du monde d’Arcanum est le croisement improbable de la magie et de la technologie, propre aux mondes steampunk. En effet, l’histoire prend place pendant la révolution industrielle, alors que l’utilisation de la magie est en régression. Il sera ainsi nécessaire que le joueur choisisse son camp. Soit le joueur choisit le camp de la magie, au risque de ne plus pouvoir utiliser de technologie, ou bien il choisit le camp de la technologie, au risque de ne plus pouvoir utiliser la magie.
Malgré le nombre important de bugs dont souffre le jeu, il fut globalement bien reçu par la critique pour son côté novateur et la non-linéarité de l’aventure. Premier titre de Troika Games, il est néanmoins un succès commercial avec 234 000 copies vendues et une recette de 8,8 millions de dollars.

## Trame

### Univers

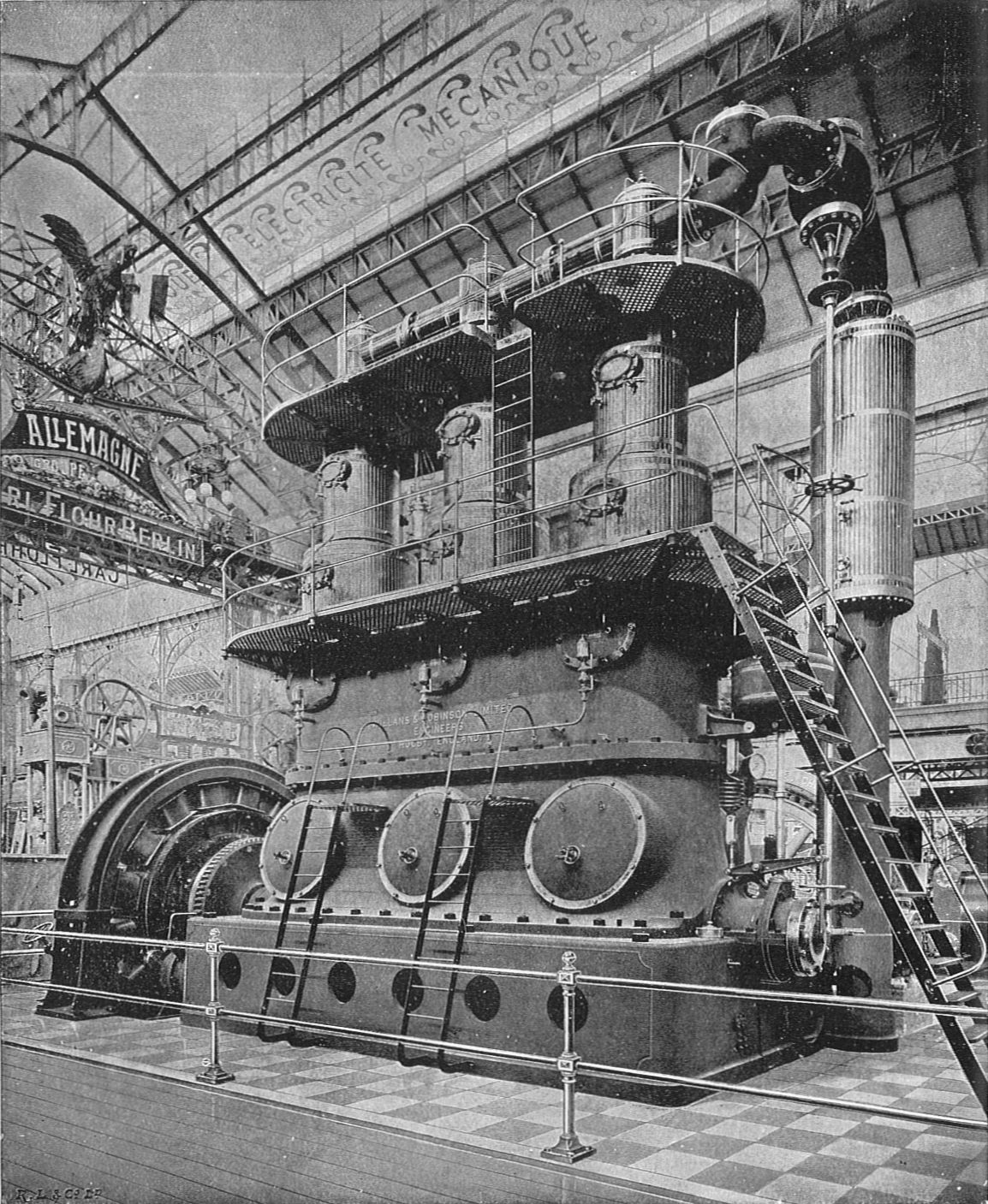
La machine à vapeur, un élément central tout au long de l’aventure.

La magie et la technologie sont deux disciplines qui s’opposent constamment sur les terres d’Arcanum. Naturellement contraires l’une de l’autre, elles sont néanmoins maîtrisées et pratiquées par les trois principales races dominant Arcanum : les Elfes, pour qui la magie est un art sacré, les Nains, inventeurs de la machine à vapeur, et les humains, qui sont versés dans les deux disciplines. Bien que les Humains aient longtemps étés versés dans les arts de la magie, privés de la technologie que les Nains gardaient jalousement pour eux, l’un de ces derniers livrera finalement les secrets de la machine à vapeur à un Humain, Gilbert Bastien. Bastien sut rapidement tirer profit de cette invention, et en la mettant à disposition de tous, il lancera la révolution industrielle du continent.
Les magiciens humains, voyant la technologie comme une absurdité tout comme une menace pour leurs arts, s’opposèrent à son utilisation. Les technologistes, de plus en plus nombreux, refusèrent de freiner l’industrialisation du pays, à la vue des avantages indéniables qu’elle pouvait leur apporter. Les tensions entre les deux communautés, de plus en plus vives, déboucheront sur une guerre civile et la fragmentation du royaume. C’est dans un contexte de restructuration que le héros fera son apparition.

### Scénario
Le jeu débute par le crash du Zéphyr, un zeppelin de luxe, en route de Caladon à Tarante, à la suite d'un assaut aérien de biplans. Un des passagers, dénommé Priscillien Crêterousse, remettra une chevalière en argent au joueur avant de décéder, le chargeant de retrouver « le garçon ». Le joueur, seul rescapé de l’accident, est alors abordé par Virgile, un ecclésiastique qui le prend pour « l’être réincarné » des écrits prophétiques de la religion Panarï.
Ensemble, ils se rendront à la proche ville de Tristes Collines, où le mentor de Virgile leur donnera des instructions. Puis, le joueur partira explorer les terres d’Arcanum, dans le but de comprendre pourquoi le Zéphyr fut attaqué et des assassins engagés pour le tuer. Au long d’un long périple qui le fera voyager au cœur des Mines du Mont Noir (un ancien clan des Nains), dans un village elfique dénommé Qintarra et dans la cité abandonnée de Vendigroth, le héros parviendra finalement à rejoindre le Néant.

## Système de jeu

### Principes de base

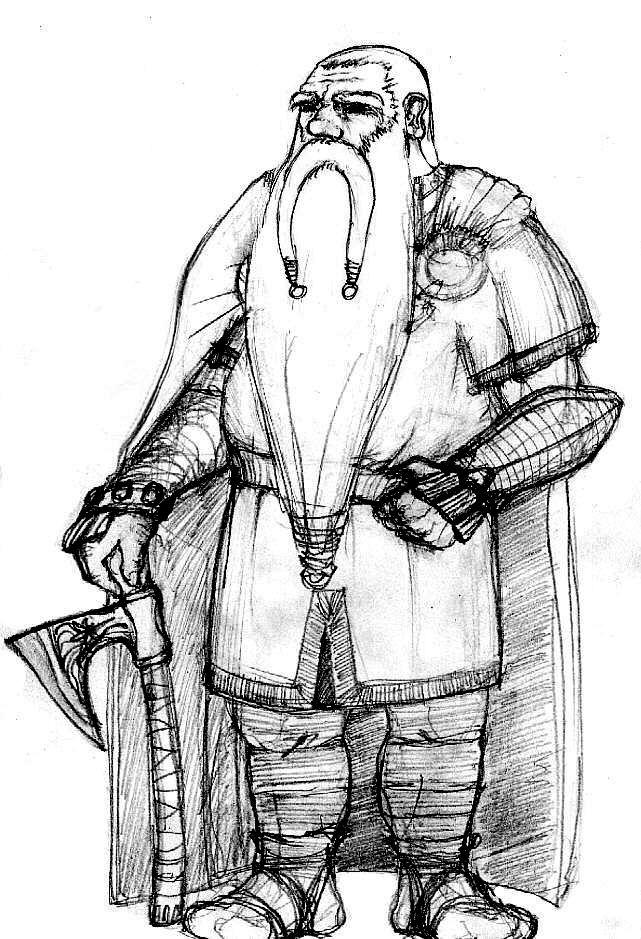
Arcanum met en scène toutes les races du genre médiéval-fantastique. Les nains, tout comme les elfes, sont au centre de l’intrigue de l’univers d’Arcanum.

Le gameplay d’Arcanum reprend les bases des jeux de rôles classiques, mais les enrichit en proposant à la fois une très grande liberté d’action, ainsi qu’une dichotomie entre le monde des magiciens et des technologistes. Le joueur peut choisir d’incarner l’une des huit races disponibles : Humain, Nain, Elfe, demi-Elfe, Gnome, Halfelin, demi-Orque, demi-Ogre. Le choix de la race, des antécédents du joueur, de sa doctrine (magicien, technologiste ou neutre) de son alignement (personnage bon ou mauvais) et dans une moindre mesure, de sa classe (guerrier, voleur, mécanicien, archer, etc.), auront tous une influence prépondérante sur les possibilités d’évolution du joueur au cours de l’aventure et sur les réactions initiales des PNJ. Par exemple, les magiciens se verront refuser l’entrée dans les magasins technologistes, tandis qu’un joueur d’alignement Bon sera automatiquement menacé par les PNJ d’alignement Mauvais. Certains facteurs tels que la race du joueur et son degré de Charisme peuvent également conditionner la réaction initiale des PNJ.
La trame du jeu évolue de façon à donner une très grande liberté d’action au joueur,. Bien que la quête principale soit là pour dicter le chemin que le joueur doit suivre, celui-ci a tout le loisir de découvrir les villes et régions qu’il visite grâce aux nombreuses quêtes secondaires que lui proposent les PNJ. Bien que ces quêtes n’aient souvent aucun lien avec la quête principale, celles-ci lui permettent de découvrir le monde d’Arcanum et ses intrigues. Le joueur sera amené à explorer un très vaste territoire et visiter 9 villes principales et environ 76 lieux. La liberté de voyage est totale et des moyens de transport (ferroviaires et maritimes) permettent de se déplacer sur de très grandes distances en peu de temps.

L’engrenage, symbole des technologistes.

La magie et la technologie sont deux éléments prépondérants dans l’univers d’Arcanum, mais ce sont deux disciplines antagonistes. Le joueur a le choix d’élaborer un personnage lié à la magie ou à la technologie, en se spécialisant dans les 16 écoles de magie ou dans les 8 disciplines de technologie. Un personnage mixte peut être envisagé, mais étant donné le peu de points de compétence disponibles (seulement 65 à dépenser dans les 80 sortilèges et 56 schémas, plus les compétences de base), l’édition de la feuille de personnage se révèlera difficile. Qui plus est, la magie et la technologie ayant tendance à s’opposer, le personnage ainsi conçu ne pourra pas bénéficier des bonus attribués aux magiciens purs et technologistes purs. Il est également possible d’élaborer un personnage neutre, qui pourra utiliser à la fois des objets magiques et technologiques, bien qu’ils ne pourront pas être employés au maximum de leurs capacités.
Un personnage technologiste a la particularité de pouvoir créer ses propres mécanismes, objets et antidotes à partir d’objets communs. Il apprend de nouveaux schémas au fur et à mesure de sa spécialisation dans l’une des 8 disciplines technologiques, ou en lisant des schémas trouvés dans des coffres ou achetés en villes. Un personnage magicien ne pouvant pas créer ses propres objets et potions, il doit se ravitailler régulièrement auprès de commerçants magiciens.

### Contrôles et interface
Arcanum est un RPG se jouant au clavier et à la souris. La souris est employée pour la majorité des actions : déplacements, action, gestion de l’inventaire et communication. Le clavier permet d’utiliser les raccourcis pour contrôler ses compagnons.
Le joueur contrôle son personnage ainsi qu’une troupe de compagnons qu’il pourra recruter au cours de ses voyages. Le jeu se déroule en tour par tour ou en temps réel, suivant les préférences de l’utilisateur. La capacité de transport (inventaire) de chaque personnage est défini par sa force. Toute surcharge entraîne une baisse du nombre de points d’action en combat ainsi qu’un ralentissement des déplacements hors combat, pouvant mener jusqu’à l’immobilisme si la charge est trop lourde pour le personnage.
Les combats font intervenir les armes et sortilèges dont disposent les joueurs. Les attaques magiques ou technologiques reçoivent un bonus proportionnel au degré de spécialisation du personnage dans sa doctrine (le bonus peut se transformer en malus si un magicien tente d’utiliser un objet technologique et vice-versa). De même, les personnages d’une doctrine ressentent une certaine immunité face aux attaques délivrées par un personnage d’une autre doctrine, immunité proportionnelle à leur degré de spécialisation. Ainsi, un magicien pur résistera facilement à un technologiste et vice-versa, tandis qu’un personnage neutre ne pourra bénéficier d’aucune immunité.
Une trop haute spécialisation dans l’une des deux doctrines peut toutefois pénaliser le joueur dans sa capacité à interagir avec son environnement. Par exemple, si le joueur est un mage trop puissant, l’accès aux trains lui sera interdit (car son aura magique risquerait de perturber le fonctionnement des mécanismes) et il ne pourra pas utiliser d’armes à feu ni de grenades (au risque de voir l’arme exploser entre ses mains). L’inverse est également vrai pour les technologistes.

## Développement
Comme ce fut le cas pour la série Fallout, les développeurs d'Arcanum ont volontairement introduit de nombreux clins d'œil dans le jeu. Certaines scènes font référence à la culture populaire (tel que le lapin de Monty Python : Sacré Graal !), à des personnalités historiques, aux précédents jeux Fallout et aux développeurs eux-mêmes, qui ont prêté leur visage pour dessiner les portraits.

## Musique
Composée par Ben Houge principalement pour quatuor à cordes, la bande sonore d’Arcanum est composée de 21 pistes de deux à trois minutes dans un style classique. La musique a été jouée par Leonid Keylin au premier violon, Kathy Stern au second violon, Vincent Comer à l’alto et Susan Williams au violoncelle, tous de l’orchestre symphonique de Seattle. La musique a été enregistrée dans les locaux de Studio X, à Seattle, en juin 2000. À ce quatuor s’ajoutent Evan Buehler au marimba et Ben Houge au djembe, bâton de pluie et synthétiseur pour les sonorités additionnelles ajoutées lors du mixage.
Chaque son correspond à une zone du jeu et réciproquement, chaque lieu a sa propre ambiance sonore. Les sons et partitions ont été rendues publiques par Sierra. La bande sonore dure plus de 50 minutes.

## Accueil

### Critiques
| Notes de la presse spécialisée |         |
| GameRankings                   | 78,96 % |
| Metacritic                     | 81 %    |
| ANAllGame                      | 4/5     |
| EURGamekult                    | 8/10    |
| ANGameSpot                     | 7,3/10  |
| ANIGN                          | 8,7/10  |
| ANGameZone                     | 9,0/10  |
| EURJeuxvideo.com               | 17/20   |

La critique fut déçue par le moteur graphique d’Arcanum, en retard par rapport aux autres jeux de l'époque : textures pauvres et répétitives, fausse 3D, etc.. En revanche, l'immensité du territoire d’Arcanum, la profondeur du scénario et la complexité de la feuille de personnage ont été très bien reçus,,. La liberté d'action et la capacité de l'histoire à évoluer en fonction des actes du joueur sont également des points très positifs, surtout pour un RPG, ce qui vaudra cette remarque de Gamekult : « Au final, on se retrouve donc devant un grand jeu de rôles, une nouvelle référence du genre. ».
Les choix sonores font l'unanimité des critiques : la musique classique est en accord avec l'univers pré-industriel et des doublages sont de qualité,, bien que certains bruitages soient mal rendus. Toutefois, la critique déplore les nombreux bugs et la difficulté mal dosée des combats, qui viennent entacher l'expérience du jeu.

### Récompenses
- IGN
  - Editor's Choice Award
- Computer Games Magazine
  - Best Role-playing Game 2002
  - Best Writing 2002

### Sortie et ventes
Classé 4e dans la liste des meilleures ventes de jeux vidéo par le NPD Intelect lors de sa sortie, il fut un hit commercial pour Troika Games avec plus de 234 000 copies vendues et une recette de 8,8 millions de dollars.

## Postérité
Le succès remporté par le jeu s'est traduit par la constitution rapide d'une forte communauté de joueurs, attirée par l'ambiance unique du jeu d'une part, et aussi et surtout par la possibilité de créer des mods. En effet, le jeu est livré avec un éditeur de niveaux et un éditeur de script, qui permettent aux modeurs amateurs de créer leurs propres modules. La documentation fournie sur le fonctionnement interne du jeu a également permis à des programmeurs de créer une pléthore de patchs pour combler les diverses failles du logiciel. Dans un effort d'uniformisation, la plupart de ces patchs seront rassemblés en divers packs correctifs.
Le dernier patch officiel en date, la v1.0.7.4, date de 2001 et laisse encore une grande partie des bugs incorrigés. Qui plus est, les problèmes de délais lors de la conception du jeu ont contraint les développeurs à délaisser une partie des ressources du jeu, qui ne furent finalement pas implémentées dans la version commerciale. La communauté est parvenue à extraire le contenu non utilisé des fichiers de ressources, tout en apportant de lourdes améliorations au logiciel. Le patch le plus célèbre est l'Unofficial Arcanum Patch, du modeur Drog Black Tooth (RPG Codex), publié en avril 2008. Ce correctif retire la majorité des bugs et erreurs de script du jeu, restaure les bruitages et artworks non utilisés, améliore la qualité des cartes, restaure 50 % de sprites manquants pour l'animation des personnages, et enfin remplace les musiques par des versions haut débit (tirées du CD de la bande originale). La même personne développera plus tard, en avril 2009, un patch pour débloquer la limite de résolution du jeu, fixée à 800*600 à l'origine. Ce dernier patch aura nécessité une lourde remise à niveau du moteur graphique.